# Rokfelerovo božićno drvo
Božićno drvo ispred Rokfeler centra je veliko božićno drvo koje se svake godine postavlja na platou Rokfelerove zgrade u Midtaun Menhetnu u Njujorku, Sjedinjene Američke Države. Drvo se, krajem novembra ili početkom decembra, postavlja na javnoj ceremoniji prve srede nakon Dana zahvalnosti. Od 1997. godine, paljenje ukrasnih svećica postalo je tradicionalni televizijski prenos koji prate milioni ljudi svake godine na NBC televiziji. Ceremonija paljenja se emituje na kraju muzičkog programa, koji se takođe prenosi uživo. Tradicionalno, rasvetu pale gradonačelnik Njujorka i specijalni gosti. Procenjuje se da božićno drvo ispred Rokfeler centra svake godine poseti oko 125 miliona ljudi.
Za božićno drvo uglavnom se bira norveška omorika visine između 20 i 30 metara. Tradicija postavljanja božićnog stabla datira od 1933. godine. Rasveta na drvetu postavljenom 2. decembra 2020. godine nije imala publiku tokom ceremonije paljenja zbog Kovid-19 pandemije. U posebnoj televizijskoj emisiji pušteni su ranije snimljeni muzički prilozi a potom je usledio direkti prenost paljenja sijalica na drvetu koje će biti izloženo do početka januara 2021. godine.

## Izbor i dekoracija
Drvo se tradicionalno donira Rokfeler centru, koji zauzvrat, nakon proslave Nove godine, donira stablo za proizvodnju drvene građe. Menadžer baštenskog odeljenja Rokfeler centra, David Murbah je sve do svoje smrti 2009. godine, samostalno birao drvo u saveznoj državi Njujork, okolnim saveznim državama, a neretko i u Otavi i Ontariu u Kanadi.
Odluku o izboru drveta od 2009. godine, donosi Erik Pauze. On posećuje rasadnik u nekoliko američkih država i traži najlepše drvo za Rokfelerov centar. Fotografije izabranih stabala se potom stavljaju na internet stranicu samog Centra. Prilikom odabira stabla, vodi se računa o njegovoj visini, izgledu i mogućnosti da podnese tešku božićnu dekoraciju.
Kada se drvo odabere, uz pomoć poduprenih dizalica, vrši se njegova seča a potom se organizuju pripreme za transport na prilagođenoj teleskop prikolici. O prevozu drveta do Menhetna brine specijalizovana kompanija „Christmas Tree Brooklyn”. Na tom putovanju, stablo je često ukrašeno velikim crvenim mašnama ili drugim dekorativnim moticima. Iako plato isper Rokfelerovog centra dozvoljava visinu stabla od 38m, obično se zbog užih ulica i lepše panorame, bira drvo visine do 30m. Pored standardnih načina za prevoz drveta se korisi i transportni avion, kamion i ostala transportna sredstva.
Ispred Rokfelerovog centra, stablo se podupire pomoću četiri žice i čelične šipke koja se nalazi u sredini. Potom se oko stabla postavljaju skele, kako bi radnici mogli da okače oko 50.000 raznobojnih led sijalica i ostalih ukrasa. Na samom vrhu se nalazi zvezda.  Od 2018. godine, vrh jelke ukrašava zvezda napravljena od Svarovski kristala. Nju je dizajnirao renomirani arhitekta Daniel Leibesking. Zvezda ima 70 kraka i tri miliona kristala sa led rasvetnim sijalicama koje proizvodi kompanija Oznuim. Ukupna težina zvezdanog vrha je oko 408kg.

## Istorija
Istorija postavljanja božićnog drveta ispred Rokfeler centra datira iz vremena izgradnja, kada su radnici na badnje veče 1931. godine, u vreme velike depresije, okitili balzamastu jelu od šest metara. Za ukrašavanje su koristili brusnice, vence od papira i nekoliko limenih konzervi. Dve godine kasnije, prvih 15 m drveta bilo je osvetljeno, a Centar je, svoju novu atrakciju, nazvao „svetiljkom za odmor Njujorčana i njegovih posetilaca“. Veliko klizalište na otvorenom, otvoreno je 1936. godine.
Od tada, postavljanje božićnog drveta postalo je godišnja tradicija. U početku su radnici sami skupljali priloge za kupovinu stabla koje je bilo centar mnogobrojnih okupljanja. 
Drugi svetski rat doneo je eru korišćenja ukrasa sa patriotskim simbolima i bojama, uključujući crvene, bele i plave ukrase za jelku. Godine 1942. postavljeno je tri manjih stabala i svako je bilo ukrašeno u jednoj od boji zastave. Od 1944 do 1945. drvo nije bilo osvetljeno, zbog propisao zatamljenju tokom ratnog stanja. Posle rata i nekoliko sezona bez svetiljki, korišćeno je šest projektora sa ultraljubičastim svetlom koji su projektovali 700 fluorescentnih snopova svetlosti. Godinama je stablo bilo sve više, tako da su od 1950. počele da se koriste skele za zkrašavanj. Do kraja decenije, posao ukrašavanja je obavljalo dvadeset ljudi koji su imali devet dana na raspolaganju. Godine 1951. televizijska kuća NBC pokrenula je specijalnu emisiju povodom završetka kićenja božićnog drveta.
Tradicija recikliranja stabla započeta je 1971. godine kada je drvo od 20 m, donešeno iz Ist Montplerijera iz savezne države Vermon, reciklirano u trideset vreća malča koji je iskorišćenu za prirodne staze u Istočnom Menhetnu. Iako se za prevoz drveta obično koristio transportni kamion, godine 1998. je stablon prevezeno uz pomoć najveće transportnog aviona. Najviše postavljeno drvo bilo je ono iz 1999, kada je ispred Rokfeler centra postavljeno stablo visine 30 m.
Nakon terorističkih napada 2001. godine, božićno drvo je ponovo ukrašenoo ukrasima crvene, plave i bele boje.  Godine 2007. rasveta je bila zelene bolje u cilju posvećenosti energetske efikasnosti.

Dana 16. novembra 2020. godine, odrasla ženka severne sove, pronađena je dehidrirana i gladna unutar umotanih grana tek isporučenog drveta tokom njegove instalacije. Pticu su otkrili radnici koji su smrču prevezli 170 kilometara od Oneonte u Njujorku do Rokfeler centra. Pernati slepi putnik, po imenu Rokfeler (Roki), izdržao je trodnevno putovanje i stvorio veliko interesovanje javnosti i izveštavanje medija. Odvedena je u kontrolni centar za divlje životinje i negovana do potpune snage pre nego što je puštena na teren centra za divlje životinje u Saugertiesu u Njujorku.

## Emitovanje na televiziji
Od 1997. godine, ceremonija paljenja se prenosi učivo na programu NBC televiziju u udarnom večernjem terminu u istočnoj i centralnoj vremenskoj zonu. U ostalim delovima Sjedinjenih Država, gledaoci gledaju reprizu prenosa ili ga prate uživo van prajmtajma (udarni večernji termin). Od prvog TV prenosa pa do danas, domaćin ceremonije je voditelj emisije Today, El Roker Mlađi. Njemu se 2012. godine pridružila Gatri Savana i Hoda Kotb, 2017. godine. Voditeljskom timu se 2020. godine pridružio Krejg Melvin, novinar televizij  MSNBC. Do 1997. godine, ceremonija se prenosila isključivo u Njujorku na televiziji WNBC. Svećice na Rokfelerovom božićnom drvetu se pale oko 22 časa po lokalnom vremenu. 

## Podaci o drvetu po godinama
| Godina | Stanište drveta                 | Vrsta drveta    | Visina        | Ceremonija paljenja svećica                        |
| ------ | ------------------------------- | --------------- | ------------- | -------------------------------------------------- |
| 1933   |                                 | Balzamasta jela | 50 ft (15 m)  |                                                    |
| 1934   | Babilon (Njujork)               | Evropska smrča  | 70 ft (21 m)  | decembar 20, 1934                                  |
| 1935   |                                 | Evropska smrča  | 80 ft (24 m)  |                                                    |
| 1936   | Morstaun (Nju Džerzi)           | Evropska smrča  | 70 ft (21 m)  | Twin trees with newly-opened skating rink          |
| 1937   | Allamuchy, New Jersey           | Evropska smrča  | 70 ft (21 m)  | Twin trees                                         |
| 1938   |                                 | Evropska smrča  | 70 ft (21 m)  | decembar 19, 1938 / Twin trees                     |
| 1939   | grad nije zabeležen, Nju Džerzi | Evropska smrča  | 75 ft (23 m)  | decorated only with floodlights and one star       |
| 1940   | Hajd Park (Njujork)             | Evropska smrča  | 88 ft (27 m)  |                                                    |
| 1941   |                                 | Evropska smrča  | 83 ft (25 m)  | Four reindeer featured with the display            |
| 1942   | Huntington (Njujork) ,          | Evropska smrča  | 50 ft (15 m)  | Three trees not lighted, painted red, white & blue |
| 1944   | Long Ajlend, Njujork            | Evropska smrča  | 65 ft (20 m)  | Unlit since 1941. Known as "The Dark Trees"        |
| 1945   | Sajoset (Njujork)               | Norman spruce   | 55 ft (17 m)  | decembar 14, 1945                                  |
| 1946   | Sajoset (Njujork)               | Evropska smrča  | 75 ft (23 m)  |                                                    |
| 1947   | Dir Park (Njujork)              | Evropska smrča  | 65 ft (20 m)  |                                                    |
| 1948   | Maunt Kisko (Njujork)           | Evropska smrča  | 90 ft (27 m)  | decembar 10, 1948                                  |
| 1949   | Japhenk (Njujork)               | Evropska smrča  | 75 ft (23 m)  | decembar 9, 1949 / Spray-painted white             |
| 1950   | Maunt Kisko (Njujork)           | Evropska smrča  | 85 ft (26 m)  |                                                    |
| 1951   | Lejk Ronkonkoma (Njujork)       | Evropska smrča  | 82 ft (25 m)  |                                                    |
| 1952   | Allamuchy, New Jersey           | Evropska smrča  | 85 ft (26 m)  | from Peter Stuyvesant Estate                       |
| 1953   | Morstaun (Nju Džerzi)           | Evropska smrča  | 75 ft (23 m)  |                                                    |
| 1954   | Belvidir (Nju Džerzi)           | Evropska smrča  | 65 ft (20 m)  |                                                    |
| 1955   | Belvidir (Nju Džerzi)           | Evropska smrča  | 65 ft (20 m)  |                                                    |
| 1956   | Vajtfild (Nju Hempšir)          | Bela smrča      | 64 ft (20 m)  | decembar 6, 1956                                   |
| 1957   | Ajland Pond (Vermont)           | Bela smrča      | 67 ft (20 m)  |                                                    |
| 1958   | Ist Medison, Mejn               | Bela smrča      | 64 ft (20 m)  | decembar 11, 1958                                  |
| 1959   | Ist Brukfild (Masačusets)       | Evropska smrča  | 70 ft (21 m)  | decembar 10, 1959                                  |
| 1960   | Nort Harford, Pensilvanija      | Evropska smrča  | 80 ft (24 m)  |                                                    |
| 1961   | Smitstaun (Njujork)             | Evropska smrča  | 85 ft (26 m)  | decembar 7, 1961                                   |
| 1962   | Grinvil (Mejn)                  | Bela smrča      | 67 ft (20 m)  | decembar 6, 1962                                   |
| 1963   | Herli (Njujork)                 | Evropska smrča  | 60 ft (18 m)  | decembar 12, 1963                                  |
| 1964   | Lejk Karmel (Njujork)           | Evropska smrča  | 60 ft (18 m)  | decembar 10, 1964                                  |
| 1965   | Derijen (Konektikat)            | Evropska smrča  | 60 ft (18 m)  | decembar 9, 1965                                   |
| 1966   | Otava, (Kanada)                 | Bela smrča      | 64 ft (20 m)  |                                                    |
| 1967   | Koventri (Vermont)              | Balsam fir      | 65 ft (20 m)  |                                                    |
| 1968   | Holend (Vermont)                | Bela smrča      | 60 ft (18 m)  |                                                    |
| 1969   | Saranac Lake, New York          | Balsam fir      | 70 ft (21 m)  | decembar 11, 1969                                  |
| 1970   | Koventri (Vermont)              | Bela smrča      | 60 ft (18 m)  |                                                    |
| 1971   | Ist Montpelijer (Vermont)       | Balsam fir      | 65 ft (20 m)  |                                                    |
| 1972   | Old Bridž (Nju Džerzi)          | Evropska smrča  | 65 ft (20 m)  |                                                    |
| 1973   | Tenaflaj (Nju Džerzi)           | Evropska smrča  | 65 ft (20 m)  |                                                    |
| 1974   | Lihajton (Pensilvanija)         | Evropska smrča  | 63 ft (19 m)  |                                                    |
| 1975   | Nju Kenan (Konektikat)          | Balsam fir      | 59 ft (18 m)  |                                                    |
| 1976   | Montkler (Nju Džerzi)           | Bela smrča      | 65 ft (20 m)  |                                                    |
| 1977   | Diksfild (Mejn)                 | Bela smrča      | 65 ft (20 m)  |                                                    |
| 1978   | Mehveh (Nju Džerzi)             | Evropska smrča  | 75 ft (23 m)  |                                                    |
| 1979   | Spring Vali (Njujork)           | Evropska smrča  | 65 ft (20 m)  |                                                    |
| 1980   | Mehveh (Nju Džerzi)             | Evropska smrča  | 70 ft (21 m)  | decembar 8, 1980                                   |
| 1981   | Vest Danvil, Vermont            | Bela smrča      | 65 ft (20 m)  | decembar 7, 1981                                   |
| 1982   | Mehveh (Nju Džerzi)             | Evropska smrča  | 70 ft (21 m)  | decembar 6, 1982                                   |
| 1983   | Vali Kotidž (Njujork)           | Evropska smrča  | 75 ft (23 m)  | decembar 5, 1983                                   |
| 1984   | Far Hils (Nju Džerzi)           | Evropska smrča  | 75 ft (23 m)  | decembar 3, 1984                                   |
| 1985   | Harvejvil (Pensilvanija)        | Evropska smrča  | 75 ft (23 m)  | decembar 9, 1985                                   |
| 1986   | Nanuet (Njujork)                | Evropska smrča  | 68 ft (21 m)  | decembar 1, 1986                                   |
| 1987   | Safern (Njujork)                | Evropska smrča  | 75 ft (23 m)  | decembar 1, 1987                                   |
| 1988   | Raritan Tovnšip (Nju Džersi)    | Evropska smrča  | 75 ft (23 m)  |                                                    |
| 1989   | Montebelo (Njujork)             | Evropska smrča  | 70 ft (21 m)  |                                                    |
| 1990   | Zapadni Norvak (Konektikat)     | Evropska smrča  | 75 ft (23 m)  |                                                    |
| 1991   | Safern (Njujork)                | Evropska smrča  | 65 ft (20 m)  | decembar 3, 1991                                   |
| 1992   | Stoni Pojnt (Njujork)           | Evropska smrča  | 65 ft (20 m)  |                                                    |
| 1993   | Nanuet (Njujork)                | Evropska smrča  | 85 ft (26 m)  |                                                    |
| 1994   | Ridžfild (Konektikat)           | Evropska smrča  | 85 ft (26 m)  | decembar 2, 1994                                   |
| 1995   | Mendham Borough, Nju Džerzi     | Evropska smrča  | 75 ft (23 m)  | decembar 5, 1995                                   |
| 1996   | Armank (Njujork)                | Evropska smrča  | 90 ft (27 m)  | decembar 3, 1996                                   |
| 1997   | Stoni Pojnt (Njujork)           | Evropska smrča  | 70 ft (21 m)  | decembar 2, 1997                                   |
| 1998   | Ričfild (Ohajo)                 | Evropska smrča  | 75 ft (23 m)  | decembar 2, 1998                                   |
| 1999   | Killingworth, Connecticut       | Evropska smrča  | 100 ft (30 m) | decembar 1, 1999                                   |
| 2000   | Bukanan (Njujork)               | Evropska smrča  | 80 ft (24 m)  | novembar 29, 2000                                  |
| 2001   | Vejn (Nju Džerzi)               | Evropska smrča  | 81 ft (25 m)  | novembar 28, 2001                                  |
| 2002   | Blumsbari (Nju Džerzi)          | Evropska smrča  | 76 ft (23 m)  | decembar 4, 2002                                   |
| 2003   | Mančester (Konektikat)          | Evropska smrča  | 79 ft (24 m)  | decembar 3, 2003                                   |
| 2004   | Safern (Njujork)                | Evropska smrča  | 71 ft (22 m)  | novembar 30, 2004                                  |
| 2005   | Vejn (Nju Džerzi)               | Evropska smrča  | 74 ft (23 m)  | novembar 30, 2005                                  |
| 2006   | Ridžfild (Konektikat)           | Evropska smrča  | 88 ft (27 m)  | novembar 29, 2006                                  |
| 2007   | Šelton (Konektikat)             | Evropska smrča  | 84 ft (26 m)  | novembar 28, 2007                                  |
| 2008   | Hamilton Tovnšip (Nju Džerzi)   | Evropska smrča  | 72 ft (22 m)  | decembar 3, 2008                                   |
| 2009   | Easton (Konektikat)             | Evropska smrča  | 76 ft (23 m)  | decembar 2, 2009                                   |
| 2010   | Mahopak (Njujork)               | Evropska smrča  | 74 ft (23 m)  | novembar 30, 2010                                  |
| 2011   | Miflinvil (Pensilvanija)        | Evropska smrča  | 74 ft (23 m)  | novembar 30, 2011                                  |
| 2012   | Flenders (Nju Džerzi)           | Evropska smrča  | 80 ft (24 m)  | novembar 28, 2012                                  |
| 2013   | Šelton (Konektikat)             | Evropska smrča  | 76 ft (23 m)  | decembar 4, 2013                                   |
| 2014   | Danvil (Pensilvanija)           | Evropska smrča  | 85 ft (26 m)  | decembar 3, 2014                                   |
| 2015   | Gardiner (Njujork)              | Evropska smrča  | 78 ft (24 m)  | decembar 2, 2015                                   |
| 2016   | Onionta (Njujork)               | Evropska smrča  | 94 ft (29 m)  | novembar 30, 2016                                  |
| 2017   | Stejt Kolidž (Pensilvanija)     | Evropska smrča  | 75 ft (23 m)  | novembar 29, 2017                                  |
| 2018   | Walkil (Njujork)                | Evropska smrča  | 72 ft (22 m)  | novembar 28, 2018                                  |
| 2019   | Florida (Njujork)               | Evropska smrča  | 77 ft (23 m)  | decembar 4, 2019                                   |
| 2020   | Onionta (Njujork)               | Evropska smrča  | 75 ft (23 m)  | decembar 2, 2020                                   |

## Literatura
- d'Agostino, Carla Torsilieri; Byrd, Byron Keith (1997). The Christmas Tree at Rockefeller Center. ISBN 0-9650308-7-3.
- „Christmas Tech”. Modern Marvels. 2006-12-20. The History Channel. Архивирано из оригинала 16. 5. 2007. г.
- Moseman, Andrew (14. 11. 2008). „How Riggers Raise the Rockefeller Center Christmas Tree: Live on Scene”. Popular Mechanics. Архивирано из оригинала 22. 12. 2008. г. Приступљено 21. 12. 2008.